# Die Tagesordnung

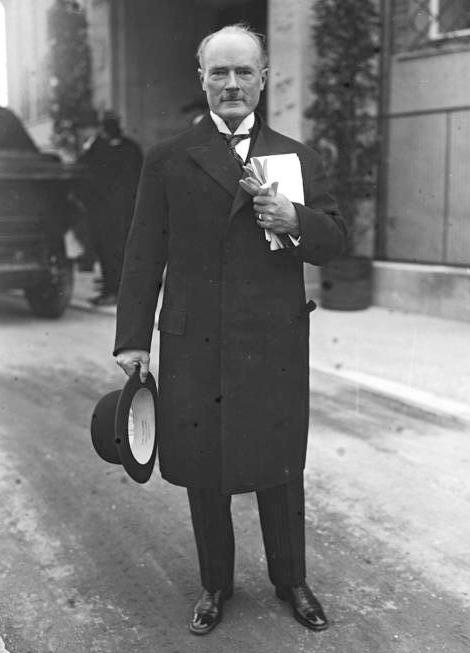
Cover-Abbildung der französischen Original- und deutschen Erstausgabe: Gustav Krupp von Bohlen und Halbach (1931)

Die Tagesordnung (französischer Originaltitel: L’ordre du jour) ist ein literarischer Text des französischen Schriftstellers Éric Vuillard. L’ordre du jour erschien im Mai 2017 im Verlag Actes Sud. Die Übersetzung ins Deutsche stammt von Nicola Denis und erschien im Jahr 2018 im Verlag Matthes & Seitz. L’ordre du jour wurde im Jahr 2017 mit dem Prix Goncourt ausgezeichnet.

## Inhalt

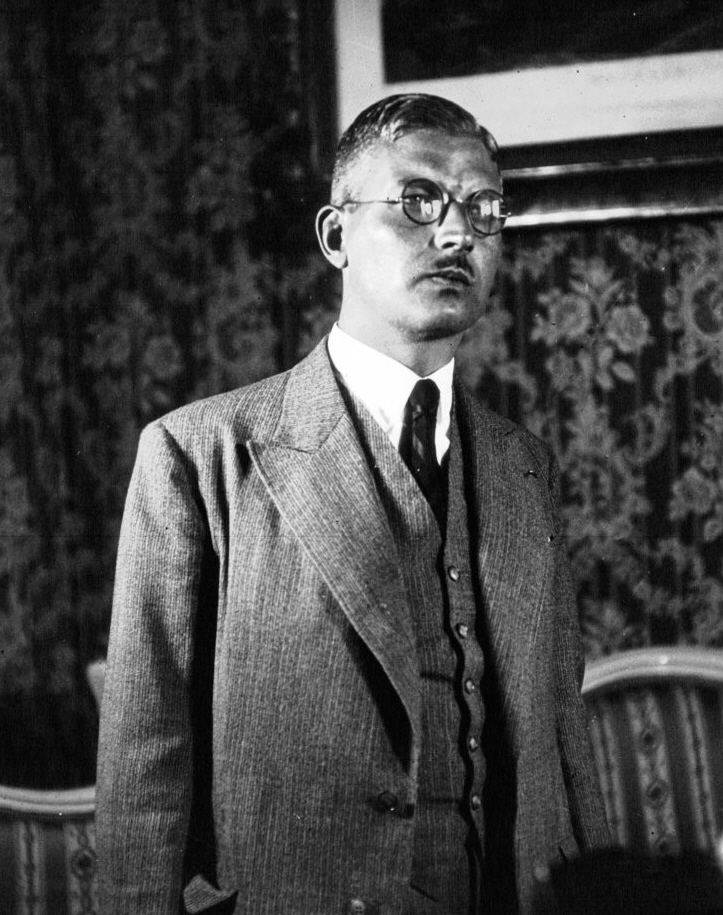
Gegenstand einer Bildanalyse: Photographie Kurt Schuschniggs (1934)

In den ersten zwei Kapiteln von Die Tagesordnung gibt Éric Vuillard eine Beschreibung des Geheimen Treffens Hitlers mit Industriellen am 20. Februar 1933 im Berliner Reichstagspräsidentenpalais. Das historische Thema, das er daran anschließend in den weiteren Kapiteln behandelt, ist der sogenannte Anschluss Österreichs, die Eingliederung Österreichs in das nationalsozialistische Deutsche Reich im März 1938. Im letzten Kapitel wendet er sich noch einmal einem der Teilnehmer des Treffens vom Februar 1933 zu – dem inzwischen, 1944, „seit geraumer Zeit einem unwiderruflichen Schwachsinn verfallen[en]“ Gustav Krupp von Bohlen und Halbach.
Sein Hauptthema, den Anschluss Österreichs und, damit verbunden, das Scheitern der britischen Appeasement-Politik, gliedert Vuillard in einzelne historische Situationen, die er in chronologischer Folge beschreibt:
- den Besuch des britischen Außenministers Halifax in November 1937 in Deutschland,
- das Treffen von Adolf Hitler mit dem österreichischen Bundeskanzlers Kurt Schuschnigg am 12. Februar 1938 auf dem Berghof, das mit dem Diktat des Berchtesgadener Abkommens endet,
- die Ernennung des Nationalsozialisten Arthur Seyß-Inquart zum österreichischen Innen- und Sicherheitsminister am 16. Februar 1938,
- den Rücktritt von Schuschnigg und die Ernennung von Seyß-Inquart zum österreichischen Bundeskanzler am 11. März 1938,
- den „Abschiedslunch“ des ehemaligen deutschen Botschafters Joachim von Ribbentrop „in der Downing Street“ am 12. März 1938,
- den Einmarsch der deutschen Truppen am 12. März 1938 in Österreich,
- die Rede Hitlers am 15. März 1938 auf dem Wiener Heldenplatz.

## Darstellung

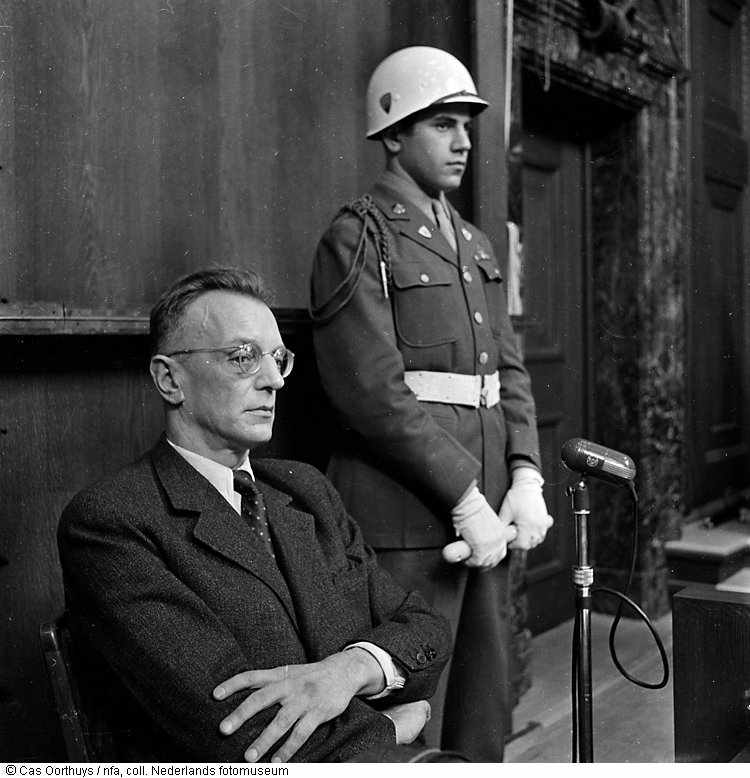
Arthur Seyss-Inquart, einer der Angeklagten der Nürnberger Prozesse, hingerichtet am 16. Oktober 1946

Die Tagesordnung besteht aus sechzehn, jeweils nur wenige Seiten langen, Kapiteln.
Französische Literaturkritiker haben im Zusammenhang mit L’ordre du jour von der „Méthode Vuillard“ (Vuillard-Methode) gesprochen, mit der der Autor seine historischen Themen angehe. Wie in den anderen Werken Vuillards gibt es in Die Tagesordnung präzise Angaben zu historischen Tatsachen und ihren Daten, zu Personen in zentralen wirtschaftlichen und politischen Funktionen; und es gibt zahlreiche wörtliche und sinngemäße Zitate aus Biographien und geschichtlichen Zeugnissen (die allerdings ohne exakte Quellenangaben bleiben) – in Die Tagesordnung sind es vor allem die Memoiren von Kurt Schuschnigg, Ein Requiem in Rot-Weiß-Rot, und die Gesprächsprotokolle der Nürnberger Prozesse. Dennoch handelt es sich nicht um ein geschichtswissenschaftliches Werk.
Die einzelnen historischen Situationen stellt Vuillard in einer Weise dar, dass das üblicherweise für zweitrangig Angesehene in den Mittelpunkt gerät. Im Kapitel über „die Unterredung auf dem Berghof“ geht es auch um den Inhalt des Berchtesgadener Abkommens – um die ultimative Forderung, dass der Nationalsozialist Seiß-Inquart zum österreichischen Sicherheitsminister ernannt wird. Vorrangig jedoch geht es um „eine der grandiosesten und groteskesten Szenen aller Zeiten“, die darin besteht, wie der österreichische Bundeskanzler Schuschnigg einen Tag lang erniedrigt wird. Im Kapitel über Ribbentrops „Abschiedslunch in der Downing Street“, wird dessen Referieren „über seine sportlichen Heldentaten“ und „die Freuden des Tennis“ ausführlich wiedergegeben, ehe es im letzten Satz heißt: „Die deutschen Truppen waren soeben in Österreich einmarschiert.“
Neben dieser erzählerischen Umkehr von vorrangig–zweitrangig erlaubt sich Vuillard einige freie Assoziationen, die zunächst nicht unmittelbar mit seinem Thema zu tun zu haben scheinen. So wechselt er zum Beispiel von der Szenerie auf dem Berchtesgadener Berghof am 12. Februar 1938 abrupt zu einer Beschreibung der Art brut des Schweizer Malers Louis Soutter. Ein anderes Kapitel, Das Requisitenlager, widmet er dem „in die Vereinigten Staaten emigrierte[n] deutsche[n] Intellektuelle[n] Günther Stern“, der, „lange bevor er sich Anders nennen sollte“, einen Gelegenheitsjob im Hollywood Custom Palace gefunden hat.
Die Übersetzerin Nicola Denis nennt Vuillards Verfahren, mit historischen Stoffen umzugehen, „Geschichtsfiktionen“.
Was Die Tagesordnung entscheidend von einem geschichtswissenschaftlichen Werk unterscheidet, das ist Vuillards Tonfall. In der Buchkritik des Deutschlandfunks hieß es: „Vuillards Sprache ist von einer unglaublichen Prägnanz. Jedes Detail, jeder Absatz, den er formuliert, entfacht einen ganzen Kosmos. Um etwa die unvorstellbaren Qualen der Zwangsarbeiter in den Fabriken der Krupps zu schildern, braucht er kein eigenes Kapitel – es reichen ihm wenige Sätze.“ Gemeint ist ein Abschnitt, der beginnt, indem er sich eine Wahnvorstellung des alten Gustav Krupp beim letzten Abendessen der Familie in der Villa Hügel ausmalt:

„An jenem Abend aber stand [Gustav Krupp] während der Mahlzeit unvermittelt auf, presste seine Serviette in einer Geste des Entsetzens an sich, wies mit einem langen dürren Finger hinten in den Raum hinter seinen Sohn und murmelte »Wer sind eigentlich all diese Leute?«“

## Rezeption
Zu ganz überwiegend positiven Wertungen kamen fast alle Rezensenten der deutschen überregionalen Tages- und Wochenpresse. „Kein Zweifel: Von diesem elegant erleuchtenden Franzosen“ könne „man sehr viel über deutsche Dunkelheiten lernen“, schrieb Tilman Krause in Die Welt. – „Im unversiegbaren Fluss der Bücher über die Nazizeit“ nehme „dieses eine besondere Stellung ein“, meinte Joseph Hanimann in der Süddeutschen Zeitung. Der heraufziehende Krieg werde hier dargestellt als „die komplexe Summe aus vielen kleinen Momenten des Wegblickens, Sichduckens, Vernünftigseinwollens, aus Nachgeben, Schönreden, Selbstbetrug und krummen Hintergedanken“. – Iris Radisch, in ihrem Artikel in Die Zeit, griff zu einem Vergleich der „Vuillard-Methode“ mit einem anderen Werk der französischen Literatur. Sie schrieb: Die Szene, in der Chamberlain einfach zu sehr höflicher englischer Gentleman sei, um das Ehepaar Ribbentrop vor die Tür zu setzen, „enthülle in wenigen Sätzen ... das große Drama der Appeasementpolitik, der Sartre in seiner Romantrilogie Die Wege der Freiheit Hunderte von Seiten gewidmet“ habe, „ohne dass ihm eine vergleichbare Punktlandung gelungen wäre.“
Zu einem eher negativen Urteil kam dagegen Jochen Schimmang in seiner Besprechung des Buches in der FAZ. Es gebe zwar „einzelne Szenen, die annähernd lebendig werden“, und „ein sehr gelungenes Kapitel“, ansonsten aber sieht er vorwiegend „Behauptungen,  moralische Anklagen und angestrengte Satire“. Inhaltlich macht er seine Kritik an drei Fragenstellungen fest: „Was hat Vuillard uns eigentlich erzählen wollen (?)“, „Wer erzählt ?“ und schließlich, „ob überhaupt erzählt wird“. Hierzu schreibt Schimmang:

„Vuillard zeigt keineswegs große Momente der Geschichte neu, sondern montiert seine Bilder brav so aneinander, dass eine bloße Nacherzählung dessen dabei herauskommt, was allgemein als historisch gesichert erscheint. Deshalb geht es von Berlin aus nach London und nach Paris, um noch einmal zu demonstrieren, was Appeasement-Politik war.“

Nach Erscheinen der englischen Übersetzung des Buches in den USA (The Order of the Day, Other Press, New York 2018) kam es Ende 2018 / Anfang 2019 zu einer Kontroverse zwischen dem Historiker Robert O. Paxton und Vuillard in The New York Review of Books. Im Kern ging es um Paxtons Vorwurf, Vuillards Einsatz literarischer Techniken, die für fiktionales Schreiben geeignet seien – Einsatz von Ironie, Wiedergabe vermeintlicher Gedanken der Protagonisten –, mache die wirklich stattgefundene Geschichte unkenntlich.

„Wenn Vuillard … uns erzählt, was die Teilnehmer dieser Ereignisse dachten, greift er unweigerlich auf Mittel der Fiktion zurück. … Leider kann man nie sicher sein, welche Teile des Textes seine Schöpfungen sind, welche auf zeitgenössischen Archiven beruhen und welche aus nachträglich geschriebenen Memoiren stammen. Er hat seine Details nicht wegen ihres Erklärungswerts ausgewählt, sondern weil sie menschliche Torheit offenbaren. [Vuillard hat] einige Hausaufgaben gemacht und seine Erzählungen sind im Allgemeinen genau, aber er verstärkt gerne den Eindruck des Absurden … Vuillards Freude an Ironie scheint die an Genauigkeit übertroffen zu haben.“

## Auszeichnung
L’ordre du jour wurde 2017 mit dem französischen Literaturpreis Prix Goncourt ausgezeichnet.

## Ausgaben
- Französische Originalausgabe: L’ordre du jour. Actes Sud, Arles 2017, ISBN 978-2-330-07897-3.
- Deutsche Erstausgabe: Die Tagesordnung. Matthes & Seitz, Berlin 2018, ISBN 978-3-95757-576-0.
- Deutsche Taschenbuchausgabe: Die Tagesordnung. Matthes & Seitz, Berlin 2020, ISBN 978-3-95757-907-2.
- Deutsche Ausgabe als Hörbuch: Die Tagesordnung, gelesen von Michael Rotschopf. 1 MP3-CD, 177 Minuten. Speak low, Berlin 2018, ISBN 978-3-940018-50-2.